# Stendal Blast
Stendal Blast war eine 1989 gegründete deutsche Band um den Sänger Kaaja Hoyda.

## Geschichte
Formiert wurde Stendal Blast in einem stillgelegten Silo in der westfälischen Stadt Dorsten, in dem die damals noch namenlose Band nach dem Vorbild verschiedener Avantgarde- und Industrial-Bands, wie Einstürzende Neubauten, Die Krupps oder Throbbing Gristle, erste musikalische Versuche startete. Dabei verfolgte sie kein besonderes Konzept. Ihre Lieder wiederholten sich zunächst nie, da die Improvisation im Vordergrund stand. Erst mit dem Stück Mehr als Liebe ist Hass (1992) aus der Feder des späteren Sängers Kaaja Hoyda begann die Band, reproduzierbare Lieder zu komponieren. So finden sich auf dem ersten Demo-Tape Müll (1993) mit Die Krise, Kalter Kebap und Er kommt nie mehr zurück Stücke, die die Band auf einer kurzen Tour mit der Formation Calva Y Nada aufführte. Das Demo erreicht auch das Münchner Label Gymnastic Records (später Chrom Records), bei dem die Band 1994 ihren ersten Plattenvertrag unterzeichnete.
Im Zuge der Aufnahmen zum Album Was verdorrt gaben sich die Mitglieder den Namen „Stendal Blast“, inspiriert durch ein Gedicht des Lyrikers Paul Anton Bangen. Das Album erschien 1995 und ist deutlich elektronisch orientiert. Es zeigt zudem Einflüsse der EBM, wie etwa auf dem Song „Weiße Wände“, und weist eine klangliche Nähe zu den Werken von The Eternal Afflict auf. Hoydas Texte sezieren hierauf menschliche Beziehungen und prangern Werteverfall und gesellschaftliche Kälte an. Allerdings entwickelt er nur selten ein konkretes Gegenmodell. 
Das zweite Werk Alles Liebe erschien 1998 auf Chrom Records und wurde von der Band in einem kleinen Heimstudio selbst produziert. Möglichst groß sollte die künstlerische Freiheit sein. Daher verzichtete das Label darauf, einen Produzenten zur Bedingung zu machen. Mit Alles Liebe und der Auskopplung Öl wandte sich die Band der Neuen Deutschen Härte zu. Insbesondere der Song Öl ist einer der Schlüsseltracks für die neue musikalische Ausrichtung der Band.
Mit Morgenrot (2000, Chrom Records) gelang Stendal Blast ein von der Kritik gelobtes Album, das jedoch von der Hörerschaft verschmäht wurde. Die Platte wurde zum kommerziellen Tiefpunkt der Band. Hoydas Texte sind weniger kryptisch, die Arrangements sind wesentlich ruhiger als bisher; der Sound ist elektronisch, weniger rockig. Dennoch stieg das Album für vier Wochen in die Deutschen Alternative Charts ein.
Mit dem Werk Fette Beute (2002, Moonstorm Records) schloss die Band an den Erfolg von Alles Liebe an. Durchgehend kommen Gitarren zum Einsatz, der Sound ist härter und experimenteller. Der Titelsong Fette Beute ebnete sich den Weg in die Alternative-Clubs und brachte Stendal Blast wieder ins Gespräch. Auch, weil die Band für den Track Nur ein Tag Alexander Veljanov, den Sänger der Band Deine Lakaien, als Duett-Partner gewinnen konnte. Den Titel Adieu bezeichnete Kaaja Hoyda indes in mehreren Interviews als eines der Schlüsselstücke zum bisherigen Gesamtwerk. Es geht um den Tod und die Abhängigkeit des Menschen vom Zufall.
Der fünfte Longplayer Schmutzige Hände erschien 2004 auf dem Label Dark Dimensions. Mit dem Titel Fährmann gelang der Band ein veritabler Hit. Der Track Die totale Disko führte die Band wieder in das Umfeld der Neuen Deutschen Härte und damit zu ihren Wurzeln zurück. Als Bonus-Tracks gibt es zwei Titel, die gemeinsam mit der Formation Blutengel aufgenommen wurden. Als wichtigsten Titel benannte Hoyda in verschiedenen Interviews das Stück My private Puff, in dem er die Zeit in seiner Wohnung auf dem Hamburger Steindamm verarbeitet, einem berüchtigten Drogen-Strich. Den ersten 1000 Exemplaren des Albums wurde ein Hörbuch beigefügt, auf dem Kaaja Hoyda neun seiner Kolumnen liest, die er für das Musikmagazin Bodystyler geschrieben hatte. Aufgrund dieses Hörbuches wurde er zu mehreren Lesungen eingeladen. Seit November 2009 schreibt Hoyda wieder seine Kolumne "Beulenpest und Wankelmut" für den wiederbelebten "Bodystyler".
Am 4. Oktober 2013 spielte die Band in der Leipziger Moritzbastei ihr Abschiedskonzert.

## Reputation
Viele Musikjournalisten zählen Stendal Blast zu den innovativsten und wichtigsten deutschen Acts in ihrem Bereich, obwohl sich diese Bedeutung noch nicht in einer Chart-Platzierung niedergeschlagen hat.
2005 wurde die Band vom Deutschen Generalkonsulat San Francisco, Radio Goethe mit Unterstützung durch das Bundesland Nordrhein-Westfalen auf eine Konzertreise in die USA eingeladen, wo sie die deutsche Sprache repräsentierte.

## Diskografie
- 1995: Was Verdorrt (CD)
- 1998: Öl (MCD)
- 1998: Alles Liebe (CD)
- 2000: Wo führt das hin? (MCD)
- 2000: Morgenrot (CD)
- 2002: Nur ein Tag (MCD, mit Alexander Veljanov)
- 2002: Fette Beute (CD)
- 2004: Mein Babylon (MCD, mit Blutengel)
- 2004: Schmutzige Hände (CD)
- 2015: Wir ergeben uns! Das Beste zum Schluss (CD)